# Östra Finlands militärlän
Östra Finlands militärlän (finska: Itä-Suomen sotilaslääni) var ett av fyra arméledda militärlän inom Finlands försvarsmakt. Militärlänet hade sitt säte och stab i Kouvola och var vidare indeladat i fem regionalbyråer.

## Historik
På grund av den omorganisation som Försvarsmakten gjorde under åren 2012 och 2015, kom samtliga militärlän att avvecklas. Militärlänen utgick från och med den 1 januari 2015, då den nya organisationsstrukturen i Försvarsmakten trädde i kraft. De ingående förbanden underställdes direkt under arméstaben. Och regionalbyråerna underställdes truppförbanden.

## Regionalbyråer
- Regionalbyrå för norra Karelen, Joensuu
- Regionalbyrå för södra Karelen, Villmanstrand
- Regionalbyrå för norra Savolax, Kuopio
- Regionalbyrå för södra Savolax, S:t Michel
- Regionalbyrå för Kymmenedalen, Fredrikshamn

## Ingående förband
- Karelska brigaden i Vekaranjärvi i Kouvola.
- Markstridsskolan i Villmanstrand
- Norra Karelens brigad i Joensuu
- Reservofficersskolan i Fredrikshamn
- Uttis jägarregemente i Uttis (står direkt under huvudstabens befäl)

## Befälhavare
- Generalmajor Jukka Pennanen (2008-2012)
- Generalmajor Veli-Pekka Parkatti (2012-)